# Kent (гурт)
Kent — шведський рок-гурт, заснований у 1990 році в Ескільстуні.

## Склад гурту
• Йоакім Берг — вокал, гітара 

• Самі Сірвіо — гітара, клавішні 

• Мартін Скольд — бас, клавішні 

• Маркус Мастонен — барабани, бек-вокал, клавішні

## Історія гурту
Шкільні друзі Йоакім, Самі та Мартін після закінчення школи не знали, чий зайнятися у своєму маленькому індустріальному містечку Ескільстуна, що за 125 кілометрів від Стокгольма. У 1988 році вони вирішили зібрати гурт. Просто для розваги, щоб якось вбивати час. Йоакім купив свою першу гітару, і вони з Самі вчили один одного грати, проте в Самі виходило краще. Проте розпочалося все трошки пізніше, після того, як Йоакім відправився до Лондона і купив там пару дорожчих і хороших інструментів. Мартін взявся за бас. Проте в гурті поки що не було барабанщика.
Одного вечора Йоакім і Самі знайшли біля входу в невеличкий ресторанчик абсолютно п'яного парубка, на ім'я Маркус. Йоакім пригадав, що влітку вони працювали разом в центрі здоров'я. Маркус тоді барабанив в гурт Beds Of Flowers. На п'яну голову він погодився грати в новому колективі. І грає досі. Гурт в ті часи називався Jones & Gifter. Після появи у складі друга Мартіна, Томаса, який грав на синтезаторі, гурт взяв участь в конкурсі молодих виконавців «Cult 91», який проходив в Ескільстуні. Jones & Gifter перемогли в конкурсі, і це дозволило їм зробити непоганий демо-запис. У 1992 році Томаса замінили на Мартіна Рооса. У цьому ж році помінялася і назва. Тепер вони стали «морськими ангелами» (Havsanglar). Проте попереду були кардинальніші зміни.
Через рік Мартін Роос переїхав до Стокгольма, де отримав роботу у звукозаписуючій компанії Stockholm Records. Інші учасники відправилися за ним, вони стали частіше репетирувати і продумували імідж, вдягаючи однакові костюми. Це був цікавий час. З'явилося багато нових гуртів, серед них були The Cardigans, разом з якими Kent (тепер це був остаточний варіант назви) частенько виступали.
У лютому 1995 року вийшов перший сингл Kent «Nar det blaser pa manen» («Коли на Луне Віє Вітер»). Услід з'явився і альбом, який називався просто «Kent». Альбом отримав чудову критику і визнання слухачів. Kent відправилися на гастролі і відіграли понад 40 концертів за 5 місяців, а в кінці року почали записувати новий альбом. В цей час Мартін Роос вирішив повністю концентруватися на своїй роботі в компанії і став займатися менеджментом гурту. На його місце запросили Гаррі Манти.
Перші записи Kent були по звучанню схожі на ранній Oasis і Radiohead завдяки дуже галасливим гітарам і пронизливому вокалу. Новий альбом «Verkligen» («Насправді») показав, як швидко зростає гурт. Аранжування стали багатшими, Kent стали використовувати більше клавішних інструментів і акустичних гітар. Перший сингл «Kram» зайняв п'яте місце у шведських чартах і був також випущений в Японії англійською мовою під назвою «What It Feels Like». Kent отримали безліч винагород в 1996 році, серед яких шведський «Grammy» в номінації «Найкращий поп/рок-гурт 1995 років». Прийшов час записувати новий альбом, і Kent разом з продюсером, на ім'я Zed відправилися в студію.
«If You Were Here» — дебютний сингл з альбому Kent «Isola». Невідомо, як би розверталися події, якби один парубок, на ім'я Бін, половинка ді-джей-команді з Лос-Анджелеса Kevin & Bean, випадково не почув і не купив влітку 1998 років в Ісландії сингл Kent «If You Were Here». Американські радіослухачі швидко «підсіли» на пісню і стали вимагати ще. Компанія RCA незабаром оголосила про вихід «Isola» в Америці, куди Kent відправилася на гастролі. У листопаді 1997 року «Isola» з'явився у продажу спочатку у Фінляндії, всього лише унаслідок того, що в гурті три учасники фінського походження. Трошки пізніше альбом вийшов в Європі. Незабаром Берг за допомогою свого друга Кріса Гордона з шотландського гурту Baby Chaos підготував англійські тексти для альбому і переписав вокал. У вересні 1998 року англійський варіант «Isola» був виданий в Америці. Назва «Isola» була запозичено Бергом з італійської мови і переводиться як «Острів».
Творчість Kent із самого початку багато в чому ґрунтувалася на відчутті втрати, відчуженості і самоти. Берг вважає, що це пов'язано в першу чергу з країною, в якій вони виросли. У дитинстві Йоаким значно більше часу проводив за читанням книг і переглядом фільмів, ніж просто граючи з друзями. Надалі багато асоціацій, пов'язаних з літературою і телебаченням, втілилися в піснях. Пісня «OWC» була написана Бергом під враженням від перегляду фільму «Що Біжить по лезу бритви», «Bianca» — погляд на ненаситну спрагу телевізійної слави, хоч би протягом якихось 15 хвилин, «Things She Said» — тріб'ют культовому фільму 60-х «Випускник» з Дастіном Хоффманом.
Англійські тексти Берга не є просто перекладом зі шведського. Інколи вони мають приблизно той же сенс, але в основному це вже інші тексти. Берг спеціально покликав на допомогу Кріса Гордона, тому що хотів, щоб людина, для якої англійська мова є рідною, допомогла йому уникнути неточностей. Проте обома мовами пісні Kent повні меланхолії.
Дуже багато пісень Kent присвячено проблемам у взаєминах з навколишнім світом. До речі, Берг стверджує, що пісні дуже класно вигадуються з похмілля. У цьому стані чоловік набуває незвичайний погляд на речі. Другим за значущість в гурті по праву є Самі, він володіє приголомшливим талантом. Це гітарист, який поєднує в собі здібності Джоні Грінвуда (Radiohead) і Ніка МакКейба (The Verve). Він дивовижно уміє працювати зі звуком, не захоплюючись технікою.
Альбом «Isola» став платиновим у Швеції і дуже непогано продається у всьому світі. У 1998 році Kent знову отримали «Grammy» («Найкращий альбом» і «Найкращий гурт»), а також три призи «Rockbjorn» («Найкращий шведський CD», «Найкращий шведський гурт», «За внесок у розвиток шведської музики за межами Швеції»).
У 97-98 році Kent були на гастролях в Британії, навесні дуже успішно відіграли в Америці, а влітку брали участь в численних фестивалях. На початок 99 років була намічена робота над черговим релізом гурту. До того часу в гурті було 38 нових пісень, так що запис четвертого альбому почався. Відбір пісень був дуже простим: Йоаким Берг вирішив перевірити якість на собі — якщо при перших акордах пісні по спині починають бігати мурашки, означає вона личить. Так набралося 13 пісень. Пісню «Music Non Stop», перший сингл, сам гурт визначив як «диско-рок», а трек «Cowboys» — як «Спрінгстін виходить у відкритий космос».
Потім гурт додав, що новий альбом не відійшов від характерного звучання Kent. «Hagnesta Hill» записувався у Швеції і в Данії. Настрій на новому альбомі збігся з настроєм на «Isola». Музика, що зачаровує, зворушлива лірика — це і є характерне звучання і настрій шведського гурту. Прискорене серцебиття, мурашки по спині, холодний піт — це знак якості музики Kent. Це їх завдання, з яким вони справляються вже стільки років.
"Існує лише одна причина, по якій ми можемо розпастися, — наші нові пісні не будуть так само хороші, як старі. Звичайно ж одного прекрасного дня ми розійдемося, але цього не станеться доки ми пишемо такі альбоми як «Hagnesta Hill» (Йоаким Берг).
Назва Kent насправді нічого не означає. Просто це дуже коротке слово, що запам'ятовується. Є такі сигарети, а в графстві Kent народився Мік Джаґґер. Хоча в американській пресі мелькала здогадка, що «kent» по-шведськи означає «невдаха». «Комерційний успіх — це не головне, — говорить Берг. — Здорово, коли це є, але набагато важливіше вигадувати красиву музику і намагатися сказати щось, що дійсно має для вас значення».

## Дискографія

### Альбоми
| Дата виходу       | Назва альбому                     | Продано (Швеція) | Надано статус |
| ----------------- | --------------------------------- | ---------------- | ------------- |
| 15 березня 1995   | Kent                              | 40,000           | Золотий       |
| 15 березня 1996   | Verkligen                         | 80,000           | Платиновий    |
| 12 листопада 1997 | Isola                             | 160,000          | 2x Платиновий |
| 27 квітня 1998    | Isola (англомовна версія)         |                  |               |
| 6 грудня 1999     | Hagnesta Hill                     | 160,000          | 2x Платиновий |
| 28 квітня 2000    | Hagnesta Hill (англомовна версія) |                  |               |
| 29 листопада 2000 | B-sidor 95-00                     | 80,000           | Платиновий    |
| 15 квітня 2002    | Vapen & ammunition                | 400,000          | 5x Платиновий |
| 15 березня 2005   | Du & jag döden                    | 120,000          | 2x Платиновий |
| 17 жовтня 2007    | Tillbaka till samtiden            | 120,000          | 3x Платиновий |
| 5 листопада 2009  | Röd                               |                  | 2x Платиновий |
| 23 червня 2010    | En plats i solen                  |                  | Платиновий    |
| 25 квітня 2012    | Jag är inte rädd för mörkret      |                  | Платиновий    |

### Сингли та EP
1995: När det blåser på månen, Som vatten, Frank, Jag vill inte vara rädd 

1996: Kräm (så nära får ingen gå), Halka, Gravitation 

1997: Om du var här 

1998: Saker man ser, 747 

1999: Musik non stop 

2000: En himmelsk drog, Kevlarsjäl, Chans, Spökstad 

2002: Dom andra, Kärleken väntar, FF / VinterNoll2 

2005: Max 500, Palace & Main, Den döda vinkeln, The Hjärta & Smärta EP

2006: Nålens öga

2007: Ingenting, Columbus

2008: Generation Ex, Vy från ett luftslott

2009: Töntarna, Hjärta

2010: Idioter, Gamla Ullevi, Skisser för sommaren, Ismael / Varje gång du möter min blick

2012: 999, Jag ser dig, Tänd på

### Англомовні сингли
1998: If You Were Here, Things She Said

1999: 747, If You Were Here (reissue)

2000: Music Non Stop, Heavenly Junkies, More than Hagnesta Hill